# Wenches jul
Wenches jul är ett julalbum av Wenche Myhre, utgivet 1991. Albumet återutgavs år 2000.
Albumet spelades även in i svenskspråkig version, utgivet 1992.

## Låtlista

### Sida A
1. Julepotpurri (3:09)
  1. Hei, hå, nå er det jul igjen
  2. Bjelleklang (Jingle Bells)
  3. Jeg så mamma kysse nissen (I Saw Mommy Kissing Santa Claus)
  4. Snømannen Kalle (Frosty the Snowman)
2. Eventyrland / Sledeturen (2:45)
3. Julenissen tror jeg på (I Believe in Santa Claus) (3:23), duett med Christer Sjögren
4. Min barndoms hvite jul (3:36)
5. Her kommer nissefar (1:56)

### Sida B
1. Det største vi kan få (3:40), duett med Tor Endresen
2. Julenissen kommer i kveld (Santa Claus is Coming to Town) (1:47), gitarrsolo av Pete Knutsen
3. Et lys imot mørketida (3:17)
4. Varm sjokolade (0:14), med Fam Myhre-Broberg
5. Kom til Vinterland (2:12), duett med Fam Myhre-Broberg
6. Stjernen i det blå (3:51)
7. Den fineste dagen på jord (4:09)
8. La det snø, la det snø, la det snø (Let It Snow) (2:15), trombonsolo av Frode Thingnæs
9. Alt jeg ønsker til den søte julefest (0:50), med Edvard Askeland (kontrabass) & Frode Thingnæs (trombon)

## Listplaceringar
| Lista (1991) | Topplacering |
| ------------ | ------------ |
| Norge        | 12           |

### Fotnoter
1. ↑  ”Wenches jul”. Svensk mediedatabas. 28 februari 1992. http://smdb.kb.se/catalog/id/001502908. Läst 29 december 2013.
2. ↑  ”Wenches jul”. Norwegiancharts. 28 februari 1992. http://norwegiancharts.com/showitem.asp?interpret=Wencke+Myhre&titel=Wenches+jul&cat=a. Läst 29 december 2013.